# Otto av Braunschweig-Grubenhagen
Otto av Braunschweig-Grubenhagen, död 1398, var regerande furste av Taranto 1393-1406.